# Athlétisme à l'Universiade d'été de 1959
Navigation
Sofia 1961
Les épreuves d'athlétisme de l'Universiade d'été de 1959 se sont déroulées à Turin, en Italie.

## Résultats

### Hommes
| 100 m | Livio Berruti 10 s 5                                                                          | Jean-Claude Penez 10 s 8                                                                     | Romain Poté 10 s 8                                                        |
| 200 m | Livio Berruti 20 s 9                                                                          | Nikolaos Georgopoulos 21 s 6                                                                 | Fritz Helfrich 21 s 7                                                     |
| 400 m | Viktor Šnajder 47 s 5                                                                         | Walter Oberste 47 s 9                                                                        | Otto Klappert 47 s 9                                                      |
| 800 m | Dieter Heydecke 1 min 50 s 5                                                                  | John Holt 1 min 50 s 5                                                                       | Kuniaki Watanabe 1 min 50 s 9                                             |
| 1 500 m | Béla Szekeres 3 min 50 s 9                                                                    | John Winch 3 min 52 s 0                                                                      | Kuniaki Watanabe 3 min 52 s 1                                             |
| 5 000 m | Kevin Gilligan 14 min 09 s 8                                                                  | Saburo Yokomizo 14 min 14 s 8                                                                | Jaroslav Bohatý-Pavelka 14 min 18 s 0                                     |
| 110 m haies | Stanko Lorger 14 s 2                                                                          | Nereo Svara 14 s 4                                                                           | Giorgio Mazza 14 s 4                                                      |
| 400 m haies | Salvatore Morale 52 s 1                                                                       | Germano Gimelli 52 s 8                                                                       | Wieslaw Król 53 s 2                                                       |
| 4 × 100 m | Italie Salvatore Giannone Livio Berruti Guido De Murtas Giorgio Mazza 41 s 0                  | Allemagne de l'Ouest Rudolf Sundermann Martin Reichert Burkhart Quantz Fritz Helfrich 41 s 0 | France Ali Brakchi Joël Caprice Jean-Claude Penez Guy Lagorce 41 s 4      |
| 4 × 400 m | Allemagne de l'Ouest Albert Grawitz Burkhart Quantz Walter Oberste Otto Klappert 3 min 09 s 5 | Italie Elio Catola Nereo Fossati Mario Fraschini Germano Gimelli 3 min 11 s 4                | Royaume-Uni Robert Hay Mike Robinson John Holt Norman Futter 3 min 12 s 2 |
| Saut en hauteur | Cornel Porumb 2,01 m                                                                          | Vladimir Marjanovic 1,96 m                                                                   | Raycho Aleksandrov Kazimierz Fabrykowski 1,96 m                           |
| Saut à la perche | Noriaki Yasuda 4,35 m                                                                         | Mirko Kuzmanovic 4,30 m                                                                      | Bernard Balastre 4,20 m                                                   |
| Saut en longueur | Attilio Bravi 7,46 m                                                                          | Maurizio Terenziani 7,43 m                                                                   | Ali Brakchi 7,42 m                                                        |
| Triple saut | Oleg Ryakhovskiy 15,74 m                                                                      | Koji Sakurai 15,55 m                                                                         | Hiroshi Shibata 15,44 m                                                   |
| Lancer du poids | Hermann Lingnau 17,32 m                                                                       | Zsigmond Nagy 17,10 m                                                                        | Georgios Tsakanikas 16,70 m                                               |
| Lancer du disque | Antonios Kounadis 53,07 m                                                                     | Vladimir Lyakhov 52,79 m                                                                     | Eugeniusz Wachowski 52,22 m                                               |
| Lancer du marteau | Gyula Zsivótzky 63,65 m                                                                       | Anatoliy Samotsvetov 63,61 m                                                                 | Krešimir Račić 62,32 m                                                    |
| Lancer du javelot | Hermann Salomon 75,95 m                                                                       | Gergely Kulcsár 75,80 m                                                                      | Alexandru Bizim 72,81 m                                                   |
| Pentathlon | Vasiliy Kuznetsov 4 006 pts                                                                   | Hermann Salomon 3 530 pts                                                                    | Miloš Vojtek 3 048 pts                                                    |
| Records et Performances - AR : Record continental (area record) - CR : Record des championnats (championship record) - MR : Record du meeting (meet record) - NR : Record national (national record) - OR : Record olympique (olympic record) - PR : Record paralympique (paralympic record) - PB : Record personnel (personal best) - SB : Meilleure performance personnelle de la saison (season's best) - WL : Meilleure performance mondiale de l'année (world leader) - WJR : Record du monde junior (world junior record) - WR : Record du monde (world record) Circonstances et Conditions - DNF : N'a pas terminé (did not finish) - DNS : N'a pas pris le départ (did not start) - DQ : Disqualification (disqualification) - NM : Aucun essai valable enregistré (No Mark) - Q : Qualifié « directement » au prochain tour (ou à la prochaine compétition), lors d'une compétition majeure, grâce au classement ou à la réalisation des minima (automatic qualifier) - q : Qualifié au prochain tour (ou à la prochaine compétition), lors d'une compétition majeure, grâce au repêchage ou à la réalisation de l'une des meilleures performances parmi celles des « non qualifiés directement » (grâce au meilleur temps ou à la meilleure distance par exemple) (secondary qualifier) |                                                                                               |                                                                                              |                                                                           |

### Femmes
| 100 m | Giuseppina Leone 11 s 7                                                                      | Lyudmila Nechayeva 12 s 0                                              | Catherine Capdevielle 12 s 1                                                             |
| 200 m | Giuseppina Leone 23 s 8                                                                      | Barbara Janiszewska 24 s 2                                             | Lyudmila Nechayeva 24 s 7                                                                |
| 800 m | Nicole Goullieux 2 min 11 s 1                                                                | Edith Schiller 2 min 11 s 3                                            | Klavdiya Babintseva 2 min 12 s 3                                                         |
| 80 m haies | Nelli Yelisayeva 11 s 1                                                                      | Snezhana Kerkova 11 s 4                                                | Elżbieta Krzesińska 11 s 5                                                               |
| 4 × 100 m | Union soviétique Nelli Yeliseyeva Larisa Kuleshova Tamara Makarova Lyudmila Nechayeva 46 s 9 | Italie Anna Doro Fausta Galluzzi Giuseppina Leone Nadia Mecocci 47 s 5 | Allemagne de l'Ouest Ilsabe Heider Antje Gleichfeld Kristianne Foss Inge Fuhrmann 48 s 1 |
| Saut en hauteur | Iolanda Balaș 1,80 m                                                                         | Valentina Ballod 1,73 m                                                | Jarosława Jóźwiakowska 1,61 m                                                            |
| Saut en longueur | Elżbieta Krzesińska 5,94 m                                                                   | Tamara Makarova 5,76 m                                                 | Larisa Kuleshova 5,71 m                                                                  |
| Lancer du poids | Lidia Sharamovich 13,97 m                                                                    | Milena Usenik 13,90 m                                                  | Antonia Vehoff 13,11 m                                                                   |
| Lancer du disque | Györgyi Hegedus 46,76 m                                                                      | Elivia Ricci 45,56 m                                                   | Ida Bucsányi 43,38 m                                                                     |
| Lancer du javelot | Elvīra Ozoliņa 49,95 m                                                                       | Urszula Figwer 47,02 m                                                 | Maria Diţi 48,86 m                                                                       |
| Records et Performances - AR : Record continental (area record) - CR : Record des championnats (championship record) - MR : Record du meeting (meet record) - NR : Record national (national record) - OR : Record olympique (olympic record) - PR : Record paralympique (paralympic record) - PB : Record personnel (personal best) - SB : Meilleure performance personnelle de la saison (season's best) - WL : Meilleure performance mondiale de l'année (world leader) - WJR : Record du monde junior (world junior record) - WR : Record du monde (world record) Circonstances et Conditions - DNF : N'a pas terminé (did not finish) - DNS : N'a pas pris le départ (did not start) - DQ : Disqualification (disqualification) - NM : Aucun essai valable enregistré (No Mark) - Q : Qualifié « directement » au prochain tour (ou à la prochaine compétition), lors d'une compétition majeure, grâce au classement ou à la réalisation des minima (automatic qualifier) - q : Qualifié au prochain tour (ou à la prochaine compétition), lors d'une compétition majeure, grâce au repêchage ou à la réalisation de l'une des meilleures performances parmi celles des « non qualifiés directement » (grâce au meilleur temps ou à la meilleure distance par exemple) (secondary qualifier) |                                                                                              |                                                                        |                                                                                          |

## Tableau des médailles
| Rang  | Nation               | Or | Argent | Bronze | Total |
| ----- | -------------------- | -- | ------ | ------ | ----- |
| 1     | Italie               | 7  | 6      | 1      | 14    |
| 2     | Union soviétique     | 5  | 5      | 4      | 14    |
| 3     | Allemagne de l'Ouest | 3  | 4      | 4      | 11    |
| 4     | Hongrie              | 3  | 2      | 1      | 6     |
| 5     | Yougoslavie          | 2  | 3      | 1      | 6     |
| 6     | Roumanie             | 2  | 0      | 2      | 4     |
| 7     | Pologne              | 1  | 2      | 5      | 8     |
| 8     | Japon                | 1  | 2      | 3      | 6     |
| 9     | Royaume-Uni          | 1  | 2      | 1      | 4     |
| 10    | France               | 1  | 1      | 4      | 6     |
| 11    | Royaume de Grèce     | 1  | 1      | 1      | 3     |
| 12    | Bulgarie             | 1  | 1      | 0      | 2     |
| 13    | Allemagne de l'Est   | 1  | 0      | 0      | 1     |
| 14    | Tchécoslovaquie      | 0  | 0      | 2      | 2     |
| 15    | Belgique             | 0  | 0      | 1      | 1     |
| Total | Total                | 29 | 29     | 30     | 88    |